# Płaskogonka czarna
Płaskogonka czarna, sroka wachlarzowata (Crypsirina temia) – gatunek średniego, osiadłego ptaka z rodziny krukowatych (Corvidae), jeden z najmniejszych przedstawicieli tej rodziny. Zamieszkuje południowo-wschodnią Azję. Jako pierwszy opisał go francuski zoolog François Marie Daudin w 1800 roku. Nie wyróżnia się podgatunków.

## Charakterystyka
Ciało płaskogonki czarnej osiąga długość ok. 31–33 cm razem z ogonem oraz masę 114–145 g. Sam ogon mierzy między 17,5 a 20 cm, wymiar skrzydeł to ok. 11–11,6 cm, dzioba 2,3 cm, zaś nogi mają długość ok. 2,8 cm. Dziób tego ptaka jest mocny i zakrzywiony, o czarnej barwie (podobnie jak nogi). Skrzydła stosunkowo krótkie i szerokie, ogon bardzo długi i podzielony na kilka poziomów ze środkową parą piór stopniowo rozszerzającą się ku łopatkowatej końcówce. Pióra pokrywające głowę są gęste i kruczoczarne. Pozostała część upierzenia ma odcień czarnozielony z delikatnym brązowym połyskiem. Ogon i sterówki są ciemniejsze i mniej błyszczące niż reszta ciała. W przeciwieństwie do większości gatunków z rzędu wróblowych, płaskogonka czarna ma 10, nie 12 sterówek. Tęczówki oczu płaskogonki czarnej mają barwę niebieską, między turkusem a błękitem.
Brak wyraźnego dymorfizmu płciowego. Upierzenie młodych osobników jest ciemnoszare i matowe, tęczówki przybierają ciemnobrązowy kolor i pozostają takie przynajmniej do drugiego roku życia, a pióra na ogonach są węższe i nie rozszerzają się ku dołowi tak, jak ma to miejsce u dorosłych przedstawicieli gatunku. Po pierwszym pierzeniu ubarwienie niedojrzałych ptaków poza ogonem i sterówkami bardziej przypomina kolory piór dorosłych osobników.

## Występowanie
Spotykane są na terenach nizinnych oraz leśnych (również w lasach wtórnych), na wysokościach do 1000 m, w wyższych partiach podszytu w pobliżu polan, na brzegach lasów porośniętych krzewami, niedaleko wsi lub plantacji. Jako wybierane przez nie okolice i roślinność podaje się również namorzyny.
Zamieszkuje Kambodżę, skrajnie południowe Chiny (południowy Junnan), Laos, północną Malezję, Tajlandię poza częścią centralną i skrajnym południem, Wietnam, południową i wschodnią Mjanmę oraz indonezyjskie wyspy Bali i Jawa. Szacuje się, że wielkość całkowitego obszaru występowania płaskogonki czarnej wynosi ok. 4 010 000 km².

## Tryb życia i zachowanie

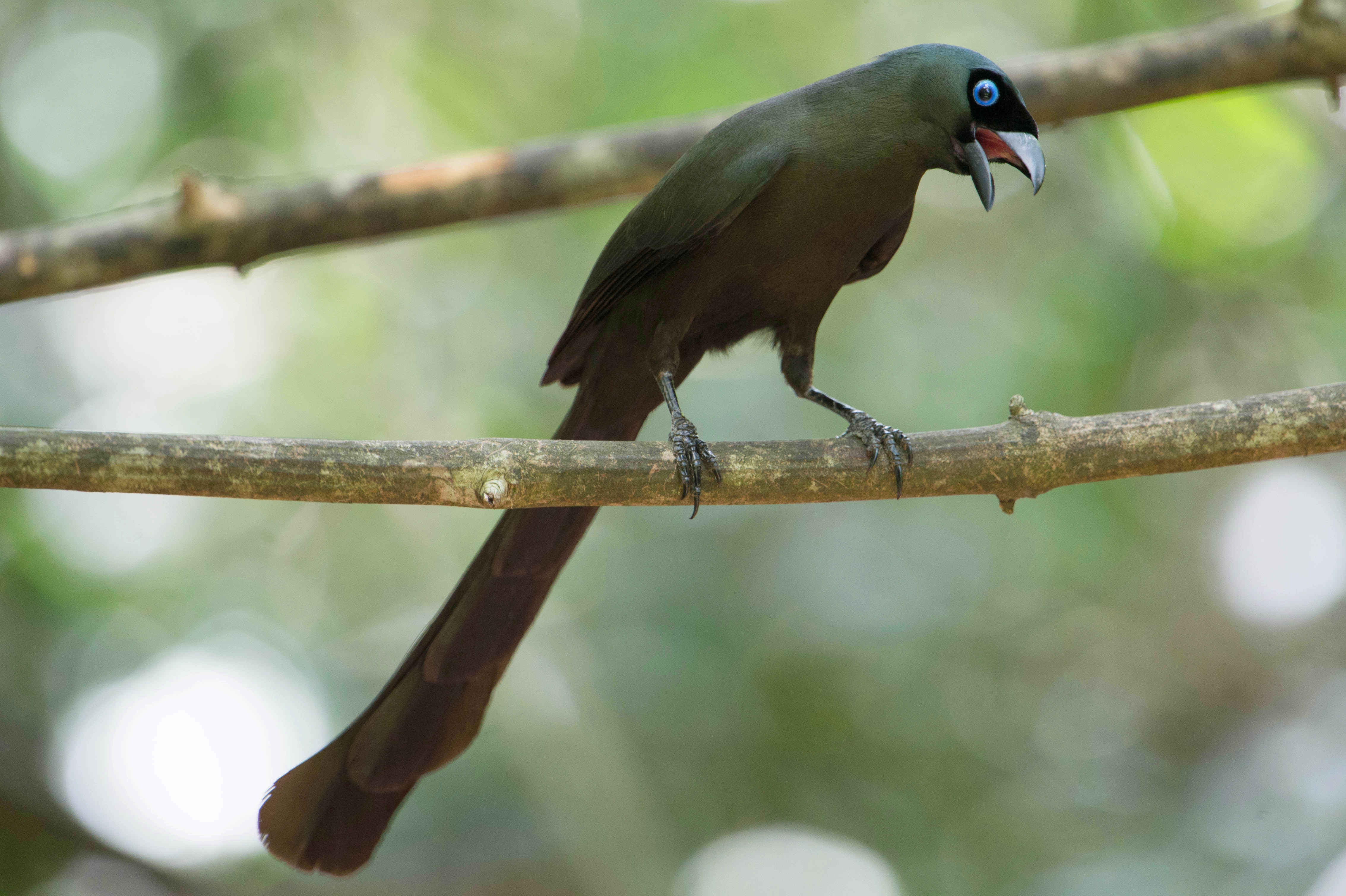
Płaskogonka czarna (Tajlandia)

Płaskogonki czarne na ogół spotykane są pojedynczo, w parach lub małych, rodzinnych grupach. Przebywają przede wszystkim na drzewach, dzięki długiemu ogonowi zachowując równowagę podczas poruszania się po nich. Poszukują pożywienia (głównie insekty i różnego rodzaju jagody) w zaroślach, sprawnie skacząc i wspinając się po krzewach. Rzadko opuszczają wyższą roślinność, jednak obserwowano kilka osobników na ziemi podczas kąpieli.
Podczas szukania pokarmu w grupach, płaskogonki wydają krótkie, szorstkie „chu” o wysokiej tonacji, głębokie i chrypiące „churg-churg”, ewentualnie „grasp-grasp” lub „chrrrk-chrrrk”, okazjonalnie z intonacją wznoszącą.

## Rozród
Gniazda płaskogonek czarnych są budowane w zaroślach bambusowych lub w zakrzewieniach na wysokości od dwóch do pięciu metrów nad ziemią. Składają się zazwyczaj z gałązek, wąsów czepnych roślin, fragmentów zdrewniałych łodyg lian oraz drobnych korzonków. Często są zakładane w odosobnionych miejscach na otwartych przestrzeniach porośniętych trawą. Na ogół płaskogonka składa w okresie od kwietnia do sierpnia od dwóch do czterech jaj o płowożółtej barwie, pokrytych brązowymi plamami o różnych odcieniach, wielkości i rozmieszczeniu.

## Status
IUCN uznaje płaskogonkę czarną za gatunek najmniejszej troski (LC, Least Concern) nieprzerwanie od 1988 roku. Liczebność populacji nie została oszacowana, ale ptak ten opisywany jest jako stosunkowo pospolity. Trend liczebności populacji oceniany jest jako stabilny.